# Рома Пан
Роман Панич,  более известный как Рома Пан (род. 22 сентября 1984 года, Москва, РСФСР, СССР) — российский музыкант, R&B и хип-хоп исполнитель, поэт, участник музыкальной группы «Банд’Эрос» (с октября 2009 года), также выпускает сольное творчество и сотрудничает с другими исполнителями под именем Kamanchi.

## Биография
Родился в Москве 22 сентября 1984 года. С юношеских лет начал сочинять и писать музыку. С октября 2009 года постоянный участник группы «Банд’Эрос», в музыкальном видео группы впервые появился в октябре 2010 года в клипе на песню «Не под этим солнцем». Помимо творчества в коллективе выпускает сольные релизы, как Рома Пан, и как Kamanchi. В 2016 году он выпустил сольный клип «Помешательство», а в 2019 году вышел и одноименный мини-альбом, на песню с которого, «Легенда о соколе», в горах в Осетии также был снят клип.
Активно занимается спортивной борьбой.

## Сольная дискография

### Мини-альбомы
- 2019 — Помешательство

### Синглы
- 2019 — Два капитана
- 2019 — Муравей
- 2020 — Аквариум (feat. Burito)
- 2020 — Улитка
- 2020 — Picasso (feat. İsmail, Alim)
- 2020 — Как дела
- 2020 — Вот это вот всё
- 2021 — Нарния (feat. MC 1.8)
- 2021 — Оранжевый диск
- 2021 — Моя музыка
- 2022 — Весна права‍
- 2023 — Тарел Канеба
- 2024 — Помогите  (feat. BETTER)
- 2024 — Некрорэп
- 2024 — Внеклассное Чтение